# Famille de Gennes
La famille de Gennes, est une famille de la noblesse française, originaire de la Bretagne, d'ancienne extraction mentionnée depuis le XIe siècle.

## Histoire
L'historien Ernest de Cornulier-Lucinière (1863) indique que le berceau de la famille est la terre et seigneurie de la Motte-de-Gennes, en la paroisse de Gennes-sur-Seiche, près de Vitré. La famille possède cette terre depuis le XIe siècle. L'auteur ajoute qu'« elle avait embrassé tout entière la religion prétendue réformée, ce qui lui avait attiré de grandes persécutions ».
A la fin du XIe siècle, leur nom paraît dans la charte d'une donation faite à l'Abbaye de Marmoutier par Gauthier de Pouancé.
En 1392 ils sont aux armées :
- Jean de Gennes[4], qui fit partie de la monstre de la compagnie de Jean de Tussé, passée au Mans le 20 juillet 1392, et Philippon de Gennes, qui figure avec huit écuyers dans celle de Jean Autrichier, au Mans, le 1er août suivant. Il est présent le 22 octobre 1431 au contrat de mariage de Louis Le Gros, écuyer, fils aîné de messire Hue Le Gros, chevalier, sieur de Bredel, et de Marie de Tucé, et de demoiselle Martine Quentin, fille de messire Jehan Quentin et de dame Jehanne de Marnay. Guillaume de Couaisnon et Jehanne de la Touche sa femme étaient présents au même contrat.
- Pierre de Gennes parut à la monstre de Prégent Huon le 1er juin 1416. Un autre Pierre de Gennes mourut en 1464, au manoir du Taillis, dont il était fermier et receveur.

La famille de Gennes est une des premières à s'enrôler dans la Confrérie des Marchands d'Outre-Mer en 1472, ils iront de Vitré en Flandres, aux îles normandes, en Espagne, aux Antilles, aux Îles de la Sonde. pour être à la fois commerçants, marins ou encore soldats.
Daniel de Gennes, avocat, auteur de la branche de Vaudué, fut avec MM. de Coetquen l'auteur de cette affaire si connue sous le nom de * où 120 mâles du nom de Gennes, avec autant de valets, furent assiéger le Château de Combourg pour un billet de 22 000 livres signé de force.
Cette famille était fort nombreuse et avait en partie adoptée le protestantisme. Leur changement de religion avait attiré à plusieurs des membres de cette famille de grandes persécutions; ils furent obligés de s'expatrier, leurs biens furent confisqués, et bien que, dans la suite, ils en aient recouvré une partie, ils utilisèrent la Coutume de Bretagne qui acceptait la dormition de la noblesse pendant la dérogeance.

## Personnalités
- Jean-Baptiste de Gennes, comte d'Oyac, seigneur de Bourg-Chevreuil, officier de marine et administrateur colonial, gouverneur de Saint-Christophe (Antilles), (1656-1705).
- Mathieu de Gennes de la Chancelière, né en 1696[n 2]. Les généalogies indiquent que « Sa vie se passa sur mer. Il y acquit de grandes lumières sur le commerce et présenta des mémoires fort avantageux à la Compagnie des Indes, dont il fut capitaine de vaisseau. » L'un de ses mémoires donnait sur les transactions de la Chine avec toute l'Europe de curieux renseignements[n 3].

## Armes
Les armes de la famille se blasonnent ainsi D'azur (alias : de gueules) à trois genettes ou martres passantes d’or, l'une sur l'autre, comme Josselin (Nobiliaire et armorial de Bretagne).
Cornulier-Lucinière (1860) indique qu'à l'origine leurs armes se blasonnaient ainsi : d'argent à trois renards de sable passants. Cependant quelques branches ont modifié les émaux pour se distinguer :
- d'azur ou de gueules à trois renards d'or ;
- de sable à trois renards d'argent ;
- écartelé; au 1er et 4 d'azur à trois renards d'or, une fleur de lis d'or en abîme, qui est de Gennes ; au 2 et

3 d'argent à trois feuilles de chou de sinople, qui est de Cholet.
Il indique que la plupart des branches installées hors de la Bretagne, sauf celle de Toulouse, ont abandonné leurs armes primitives :
- (Anjou) : d'hermine à la fasce de gueules ;
- (Poitou) : d'azur au chevron d'argent accompagné de deux roses d'or en chef, d'une étoile d'argent en coeur, et d'une coquille d'or en pointe
- (Orléans) : d'argent au coeur de carnation chargé d'un soleil d'or et accompagné de trois couronnes à l'antique de'gueules, 2 et 1 ;
- (Chartres) : d'or au coeur d'azur ;
- (Angleterre) : d'azur au chevron d'or, accompagné en chef d'un soleil de même et en pointe d'une foi d'argent.
- (Toulouse) : d'azur à trois renards rampants d'or, 2, 1, à la fleur de lis de même en abîme.

## Possessions
Les terres des bords de la rivière d'Oyac, dans l'île de Cayenne, sont données à Jean-Baptiste de Gennes, écuyer, seigneur du bourg de Chédreuil, et érigées en sa faveur en comté par lettres du mois de juillet 1698, enregistrées le 27 août suivant. Ce s'agit du Comté d'Oyac.

## De Gennes

### De Gennes (Anjou)
- Mathurin de Gennes, époux de Renée de la Grandière
  - François de Gennes, sieur de Launay-Bafer, 1630
    - René de Gennes, sieur de Launay-Bafer, qui se marie le 6 février 1634 avec Renée de la Court, dame de la Boissière et de la Court-Bellière.
      - Hector de Gennes épouse le 1er février 1666, dans l'église d'Avoir, Marguerite de Chambes de Maridor, qui fut inhumée le 21 septembre 1693 dans l'église paroissiale
        - Marie-Marguerite de Gennes, fille d'Hector de Gennes, en épousant le 11 mars 1704, dans la chapelle du château, René Du Pont d'Aubevoie de la Roussière, transporta le domaine entier dans une famille nouvelle.

### De Gennes (Bretagne)
- Pierre de Gennes (1414 - 1500 à La Croixille), sieur du Rocher, trésorier de Notre-Dame de Vitré, fermier des devoirs, époux d'Yvonne Vettier

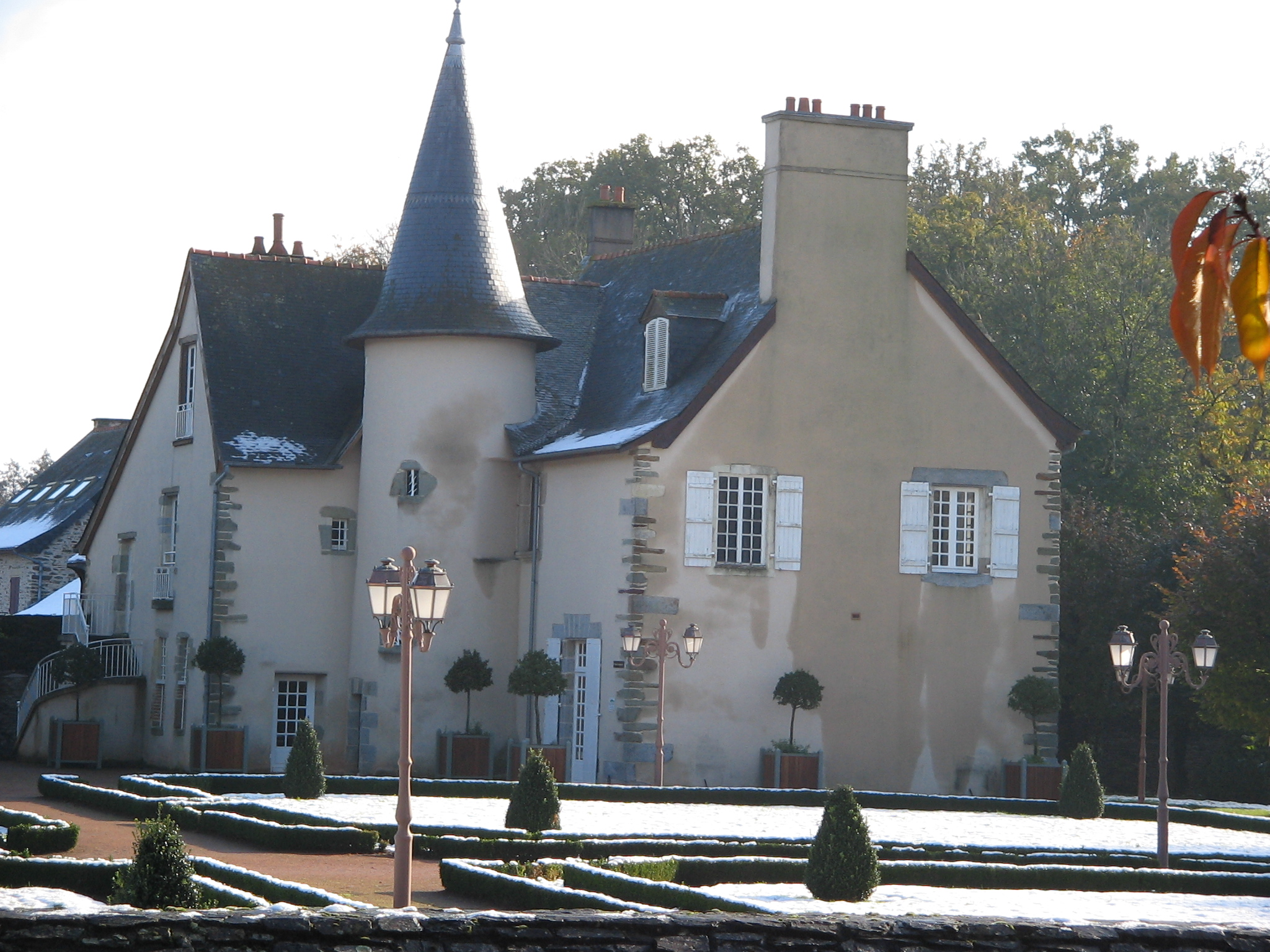
Manoir de Bourgchevreuil

  - Guillaume de Gennes, écuyer, seigneur de La Masure, négociant en toiles, marié en 1473, avec Étiennette Le Haste, dont
    - Branche des Hayers
    - Jean de Gennes, écuyer, seigneur de La Motte, capitaine de Vitré, trésorier de Vitré, époux d'Hélène Cholet, dame des Hayers
      - Pierre de Gennes, (1501 - 1543), écuyer, seigneur de La Motte, marchand d'outre-mer, époux de Catherine Le Febvre
        - Gilles de Gennes, né en 1528, connu sous le nom des Hayers, qui est une petite terre située dans la paroisse de Saint-Martin-de-Vitré, suivit longtemps le parti des armes et épousa en 1569 Perrine Tirel, dame de la Gaulairie, dont il eut neuf enfants, l'un desquels fut:
          - Jean de Gennes, sr de la Baste, dans la paroisse d'Etrelles, épousa en secondes noces Charlotte Conseil, d'une famille de Château-Gontier, dont il eut, entre autres :
            - Daniel de Gennes, né en 1620, sr de la Baste et des Hayers, épousa Jeanne Pesdron, fille de Tobie Pesdron, st de la Portepradel, près de Guérande, et de Jeanne Jollan, dont :
            - Benjamin de Gennes, seigneur de Vaudué, fermier général des deniers de Bretagne, épousa Anne-Marie Pommeret de la Filleguerry, dont :
              - Henri-Anne de Gennes, jésuite;
              - Julien-René-Benjamin de Gennes, né à Vitré en 1687, oratorien et janséniste célèbre ;
              - Dom de Gennes[11], bénédictin, bibliothécaire de l'Abbaye Saint-Vincent du Mans, où la Congrégation de Saint-Maur avait établi son académie littéraire.
              - N*** de Gennes, aussi jésuite;
              - Benjamin de Gennes, né à Vitré en 1700, receveur des impôts de l'évêché de Rennes, marié avec demoiselle Pincson du Sel, sans postérité;
              - Anne-Marie de Gennes, née en 1701, mariée en 1720 avec Claude-Jean-Baptiste de Cornulier, chevalier, comte de la Roche-en-Nort[1] ;
              - Rose-Françoise de Gennes, mariée en 1723 à Louis-Ange de la Motte, chevalier, seigneur d'Aubigné, conseiller au parlement de Bretagne, dont un fils et deux filles :
                - Louis-Benjamin de la Motte, seigneur d'Aubigné, conseiller au parlement de Bretagne, marié en 1758 avec Marguerite Fresneau, dont il eut un fils unique, tué en duel à Saumur, étant encore jeune;
                - Demoiselle de la Motte d'Aubigné, mariée à M. de Martel, dont elle eut Alexis de Martel, marié à demoiselle de Freslon de Saint-Aubin, mort sans postérité; et Aimée de Martel, mariée à M. Denis du Portzou, président à la cour royale de Rennes, dont Aimé Denis du Portzou, né en 1813, sous-préfet de Thionville, puis de Mantes, autorisé en 1853 à ajouter à son nom celui de Martel;
                - Élisabeth-Rose-Renée-Madeleine de la Motte d'Aubigné, mariée en 1747 à Guillaume-Louis Fabrony, seigneur de la Robinaye.

  - Branche de Boisguy
  - René de Gennes, sieur de Boisguy, époux de Perrine Lemoyne
    - Pierre de Gennes, sieur de Boisguy, époux de Guillemette Nouail
      - Jean de Gennes, sieur de Boisguy et de Boisteilleul (†1592) marié à Catherine de Ravenel (†1592) ;
        - Jean de Gennes, sieur de Boisguy, né le 9 décembre 1584 à Vitré, marié à Françoise Doudart, dame de l'Isle, fille de Guillaume Doudart, sieur du Prat et de La Grée et de Gilette Loret. Jean de Gennes est un protestant. Il achète par un acte du 12 juin 1625 la terre noble de Bourgchevreuil qui se compose du manoir de Bourgchevreuil, de la métairie, du jardin, du verger et des bois, situé à Cesson, à Jacques Bonnier. Cette terre relevait du marquisat de Cucé qui était exempt de fouage. Il a agrandi le domaine en achetant des terres en 1626, 1633, 1635 et 1637. Les revers de fortune de son fils ont fait que le manoir a  été transmis à ses deux filles, Catherine et Marie. Le domaine est resté dans la famille jusqu'à sa vente à Jacques Robinois, marchand de vin, le 27 janvier 1715[12] ;
          - Jean de Gennes, seigneur de Bourg-Chevreuil, sieur de Boisguy, marié[13] en 1643 à Anne Naudin (1612- ), fille de Paul Naudin, seigneur du Vieux-Pont. Ayant connu des revers de fortune, la Coutume de Bretagne acceptant la dormition de la noblesse pendant la dérogeance, il a exercé « un art mécanique qui fait partie nécessaire de la médecine » pour entretenir sa famille ;
            - Jean-Baptiste de Gennes, comte d'Oyac, seigneur de Bourg-Chevreuil et de Boisguy (vers 1656-1705) marié en premières noces en 1681 avec Marie Guillet, protestant, fille d'un capitaine de vaisseau, dont il a 5 filles dont 2 mortes en bas âge. Il s'est remarié à Rochefort, le 1er juin 1690, avec Marie Savouret, fille d'un marchand bourgeois de La Rochelle. Protestante, elle abjure après la Révocation de l'édit de Nantes, dont il a quatre filles dont une morte en bas âge, et un fils ;
              - du premier mariage : Anne Henriette de Gennes (1690-La Rochelle, 1751) mariée en 1719 à Pierre Louis Gaultier, seigneur de Beaupré ;
                - Marie Catherine Gaultier (1721-1776) mariée en 1746 avec René François de Gennes, seigneur de La Touche (1712-1782) ;
                  - Marie Geneviève de Gennes (1755-1838), comtesse de Gennes à la mort de son grand-oncle en 1787, mariée à Poitiers, en 1785, avec Marie Narcisse Dubois de Montcez, seigneur des Anorelles (1749-1799) ;
                    - Louis Dubois de Gennes (1786-1826)

              - du second mariage : Jean Guillaume de Gennes, né le 16 mars 1699, mort en 1787, comte de Gennes, prêtre, grand archidiacre du chapitre de La Rochelle. Il proteste contre la réunion au domaine prononcée par Claude Guillouet d'Orvilliers de la comté érigée pour son père sur les bords de la rivière d'Oyac par lettres patentes de juin 1697 et demande à être remis dans ses droits ;

          - Catherine de Gennes (†1680) mariée vers 1640 avec Jacques de Farcy, seigneur de la Ville du bois, sieur de Painel (†1682)[14]
            - René Farcy, seigneur de la Ville du bois (1647-1694) marié à Charlotte l'Evesque ;
            - Jean de Farcy, seigneur de Mué (1647- ) marié en 1670 à Suzanne Ravenel (1653- )
            - Michel Farcy (†1680)
            - Françoise Farcy mariée en 1659 à Jacques de Camprond, seigneur de Glatigny

          - Marie de Gennes mariée à René de Farcy, seigneur de la Daguerie
            - François de Farcy, seigneur de Pont-Farcy, maire de Laval, marié à Marie du Breil[15].
              - Camille François Philippe de Farcy